# Míchel Salgado
Míchel Salgado (* 22. Oktober 1975 in As Neves, Provinz Pontevedra; bürgerlich Miguel Ángel Salgado Fernández) ist ein ehemaliger spanischer Fußballspieler.

## Karriere

### Vereine
Der rechte Außenverteidiger begann seine Karriere 1994 bei Celta Vigo. 1996 wurde er für eine Saison an den spanischen Zweitligisten UD Salamanca ausgeliehen, bevor er weitere zwei Jahre bei Celta spielte und dort zu einem der bekanntesten Spieler wurde. Im Jahr 1999 wechselte Salgado schließlich zu Real Madrid. Bei den „Königlichen“ konnte er viermal die spanische Meisterschaft und zweimal die Champions League gewinnen.
2009 wurde im beiderseitigen Einverständnis der Vertrag mit Real Madrid aufgelöst. Am 19. August 2009 wurde er von den Blackburn Rovers verpflichtet.

### Nationalmannschaft
Sein Debüt in der spanischen Fußballnationalmannschaft gab er am 5. September 1998 bei einer 2:3-Niederlage gegen Zypern. Er bestritt bis 2006 insgesamt 53 Länderspiele und war Teil des spanischen Endrundenkaders bei der Euro 2000 in den Niederlanden und Belgien sowie bei der WM 2006 in Deutschland – die beiden dazwischen liegenden Turniere verpasste er verletzungsbedingt.

### Erfolge/Titel
- Spanische Meisterschaft: 2000/01, 2002/03, 2006/07, 2007/08
- UEFA Champions League: 1999/2000, 2001/02
- Weltpokal: 2002
- UEFA Super Cup: 2002
- Supercopa de España: 2001, 2003, 2008